# Impacto ambiental de los plaguicidas

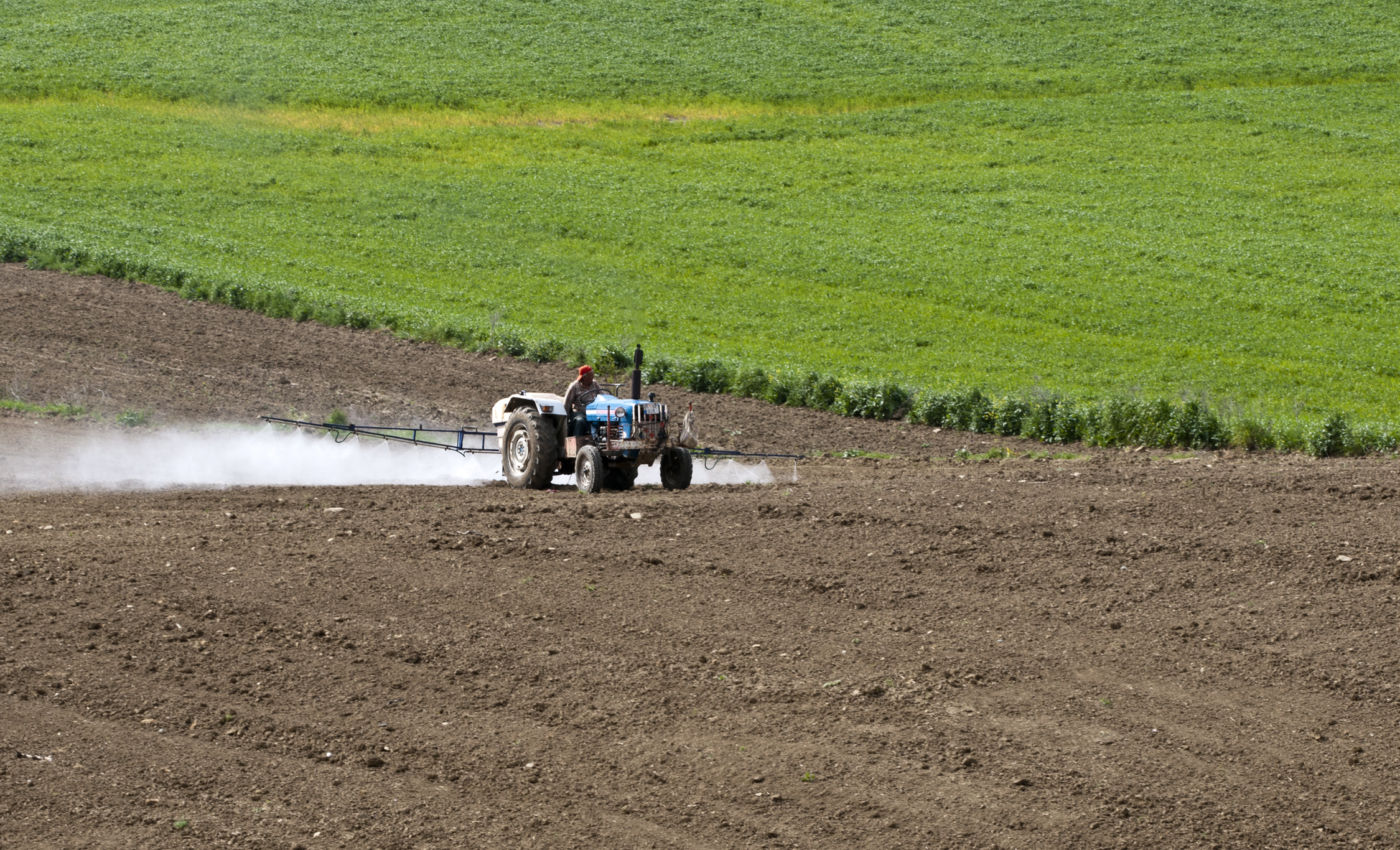
Aplicación terrestre de pesticidas.

El impacto ambiental de los plaguicidas consiste en los efectos de los pesticidas en las especies no objetivo y en la contaminación de ecosistemas. Los pesticidas son preparaciones químicas que se usan para matar las plagas de hongos o animales. Más del 98% de los insecticidas rociados y el 95% de los herbicidas llegan a un destino que no es su especie objetivo, porque se rocían o se extienden por campos agrícolas enteros. La escorrentía puede transportar pesticidas a los ambientes acuáticos, mientras que el viento puede llevarlos a otros campos, áreas de pastoreo, asentamientos humanos y áreas no desarrolladas, lo que podría afectar a otras especies. Otros problemas surgen de las malas prácticas de producción, transporte y almacenamiento. Con el tiempo, la aplicación repetida aumenta la resistencia a las plagas, mientras que sus efectos sobre otras especies pueden facilitar el resurgimiento de la plaga.
Los datos sobre el uso de pesticidas permanecen dispersos o no disponibles públicamente. La práctica común de registro de incidentes es inadecuada para comprender la totalidad de los efectos.
Cada pesticida o clase de pesticida viene con un conjunto específico de preocupaciones ambientales. Esto ha ocasionado que ciertos gobiernos nacionales decidan prohibir muchos pesticidas, mientras que implementan regulaciones limitan o reducen el uso de otros. Con el tiempo, los pesticidas generalmente se han vuelto menos persistentes y más específicos de cada especie, reduciendo su huella ambiental.[cita requerida] Además, las cantidades de pesticidas aplicados por hectárea han disminuido, en algunos casos en un 99%.[cita requerida] La propagación global del uso de pesticidas, incluido el uso de pesticidas antiguos y obsoletos que han sido prohibidos en algunas jurisdicciones, ha aumentado en general.

## Agricultura y medio ambiente
La llegada de humanos a un área, para vivir o realizar agricultura, necesariamente tiene impactos ambientales. Estos van desde el simple desplazamiento de las plantas silvestres a favor de cultivares más deseables hasta impactos a mayor escala, como la reducción de la biodiversidad al reducir la disponibilidad de alimentos de las especies nativas, que pueden propagarse a través de las cadenas alimentarias. El uso de productos químicos agrícolas como fertilizantes y pesticidas aumentan esos impactos. Si bien los avances en agroquímica han reducido esos impactos, por ejemplo, mediante el reemplazo de productos químicos de larga vida con aquellos que se degradan de manera confiable, incluso en el mejor de los casos siguen siendo sustanciales. Estos efectos se ven magnificados por el uso de químicas más antiguas y prácticas de gestión deficientes.

## Historia
La preocupación por la ecotoxicología comenzó con eventos de intoxicación aguda a fines del siglo XIX. Sin embargo, la preocupación pública por los indeseables efectos ambientales de los productos químicos surgió a principios de la década de 1960 con la publicación del libro de Rachel Carson, Primavera silenciosa. El libro de Carson denunciaba los efectos del DDT, un insecticida originalmente usado para combatir la malaria, sobre los niveles poblacionales de aves rapaces y otros pájaros.
Los estudios iniciales sobre el impacto de los pesticidas en países industrializados se centraron en los efectos de la mortalidad aguda, principalmente en aves o peces.
Desde 1990, el interés de la investigación ha pasado de documentar incidentes y cuantificar la exposición química a estudios destinados a vincular experimentos de laboratorio, mesocosmos y de campo. La proporción de publicaciones relacionadas con el efecto ha aumentado. Los estudios en animales se centran principalmente en peces, insectos, aves, anfibios y arácnidos.
Desde 1993, los Estados Unidos y la Unión Europea han actualizado las evaluaciones de riesgo de pesticidas, poniendo fin al uso de insecticidas organofosforados y carbamatos extremadamente tóxicos. Los pesticidas más nuevos apuntan a la eficiencia en el objetivo y los efectos secundarios mínimos en organismos no objetivo. La proximidad filogenética que existe entre las especies beneficiosas y las plagas dificulta la eficiencia de los pesticidas.
Uno de los principales desafíos es vincular los resultados de los estudios celulares a través de muchos niveles de complejidad creciente con los ecosistemas.
El concepto (tomado de la física nuclear) de una vida media se ha utilizado para pesticidas en plantas, y ciertos autores sostienen que los modelos de evaluación de riesgo e impacto de pesticidas dependen y son sensibles a la información que describe la disipación de las plantas. La vida media de los pesticidas se explica en dos hojas informativas del Centro Nacional de Información sobre Pesticidas. Las vías de degradación conocidas son: fotólisis, disociación química, sorción, bioacumulación y metabolismo de plantas o animales. Una hoja informativa del Departamento de Agricultura de los Estados Unidos publicada en 1994 enumera el coeficiente de adsorción del suelo y la vida media del suelo para los pesticidas comúnmente utilizados en ese momento.

## Efectos específicos de los plaguicidas
| Plaguicida/clase                                    | Efecto(s) |
| --------------------------------------------------- | --- |
| Organoclorado DDT/DDE                               | Adelgazamiento de la cáscara de las aves rapaces |
|                                                     | Interruptor endocrino |
|                                                     | Disrupción de la glándula tiroides en roedores, aves, anfibios y peces |
|                                                     | Mortalidad aguda atribuida a la inhibición de la actividad de la enzima acetilcolinesterasa                                                                                               |
| DDT                                                 | Carcinógeno |
|                                                     | Interruptor endocrino |
| DDT/Diclofol, Dieldrina y Toxafeno                  | Disminución de la población de adultos jóvenes y mortalidad adulta en reptiles salvajes.                                                                                                  |
| DDT/Toxaphene/Parathion                             | Susceptibilidad a la infección con hongos. |
| Triazina                                            | Infecciones en las lombrices de tierra. |
| Clordano                                            | Interacción con los sistemas inmunes de los vertebrados. |
| Carbamatos, el herbicida 2,4-D y atrazina           | Interacción con los sistemas inmunes de los vertebrados. |
| Inhibidor de la acetilcolinesterasa                 | Envenenamiento de los pájaros |
|                                                     | Infecciones en los animales, brote de enfermedades y tasas de mortalidad más altas. |
| Organofosfato                                       | Disrupción de la glándula tiroides en roedores, aves, anfibios y peces |
|                                                     | Mortalidad aguda atribuida a la inhibición de la actividad de la enzima acetilcolinesterasa                                                                                               |
|                                                     | Inmunotoxicidad, causada principalmente por la inhibición de serina hidrolasas o esterasas                                                                                                |
|                                                     | Daño oxidativo |
|                                                     | Modulación de las vías de transducción de señales. |
|                                                     | Funciones metabólicas dañadas, tales como la termorregulación, consumo de comida o bebida, desarrollo dañado, reproducción reducida y reducción en el éxito de incubación en vertebrados. |
| Carbamato                                           | Disrupción de la glándula tiroides en roedores, aves, anfibios y peces |
|                                                     | Funciones metabólicas dañadas, tales como la termorregulación, consumo de comida o bebida, desarrollo dañado, reproducción reducida y reducción en el éxito de incubación en vertebrados. |
|                                                     | Interacción con los sistemas inmunes de los vertebrados. |
|                                                     | Mortalidad aguda atribuida a la inhibición de la actividad de la enzima acetilcolinesterasa                                                                                               |
| Herbicidas 2,4-D y grupo alcoxi de herbicidas       | Interacción con los sistemas inmunes de los vertebrados. |
| Atrazina                                            | Interacción con los sistemas inmunes de los vertebrados. |
|                                                     | Impacto sobre los anfibios, disminución de fitoplancton, aumento en la población de caracoles, y crecimiento de parásitos dañinos para los anfibios.                                      |
| Piretroide                                          | Disrupción de la glándula tiroides en roedores, aves, anfibios y peces |
| Tiocarbamato                                        | Disrupción de la glándula tiroides en roedores, aves, anfibios y peces |
| Triazina                                            | Disrupción de la glándula tiroides en roedores, aves, anfibios y peces |
| Triazol                                             | Disrupción de la glándula tiroides en roedores, aves, anfibios y peces |
|                                                     | Funciones metabólicas dañadas, tales como la termorregulación, consumo de comida o bebida, desarrollo dañado, reproducción reducida y reducción en el éxito de incubación en vertebrados. |
| Neonicotinoides                                     | Toxicidad respiratoria, cardiovascular, neurológica e inmunológica en roedores y humanos, disminución en la salud global de las abejas.                                                   |
|                                                     | Disrupción de la señalización biogénica de la amina y subsecuente disfunción olfativa, así como afectación de las conductas de búsqueda de alimento, aprendizaje y memoria.               |
| Imidacloprid, Imidacloprid/piretroide λ-cialothrina | Deterioros en los comportamientos de búsqueda de comida, deterioros en el desarrollo de crías, caída de la tasa de crecimiento de la colonia y producción de nuevas reinas.               |
| Tiametoxam                                          | Alta tasa de mortalidad de abejas obreras debido a desorientaciones (riesgos de síndrome de colapso de colonias permanecen controversiales)                                               |
| Espinosinas                                         | Afecta varias de las características fisiológicas y conductuales de artrópodos beneficiosos, particularmente de himenópteros                                                              |
| Maíz Bt/Cry                                         | Abundancia reducida de ciertos tipos de insectos, predominantemente Lepidoptera susceptibles así como sus parásitos.                                                                      |
| Herbicida                                           | Disponibilidad de comida reducida y efectos secundarios en invertebrados del suelo y mariposas                                                                                            |
|                                                     | Disminución de la abundancia y diversidad en pequeños mamíferos. |
| Benomilo                                            | Alteración de la exhibición floral, reducción de dos tercios del número total de visitas de abejas, cambios en el tamaño de las abejas y moscas visitantes, de grandes a pequeñas         |
| Herbicidas y ciclos agrícolas                       | Tasas de reproducción y supervivencia reducidas en aves carnívoras o con dietas basadas en semillas                                                                                       |

## Aire

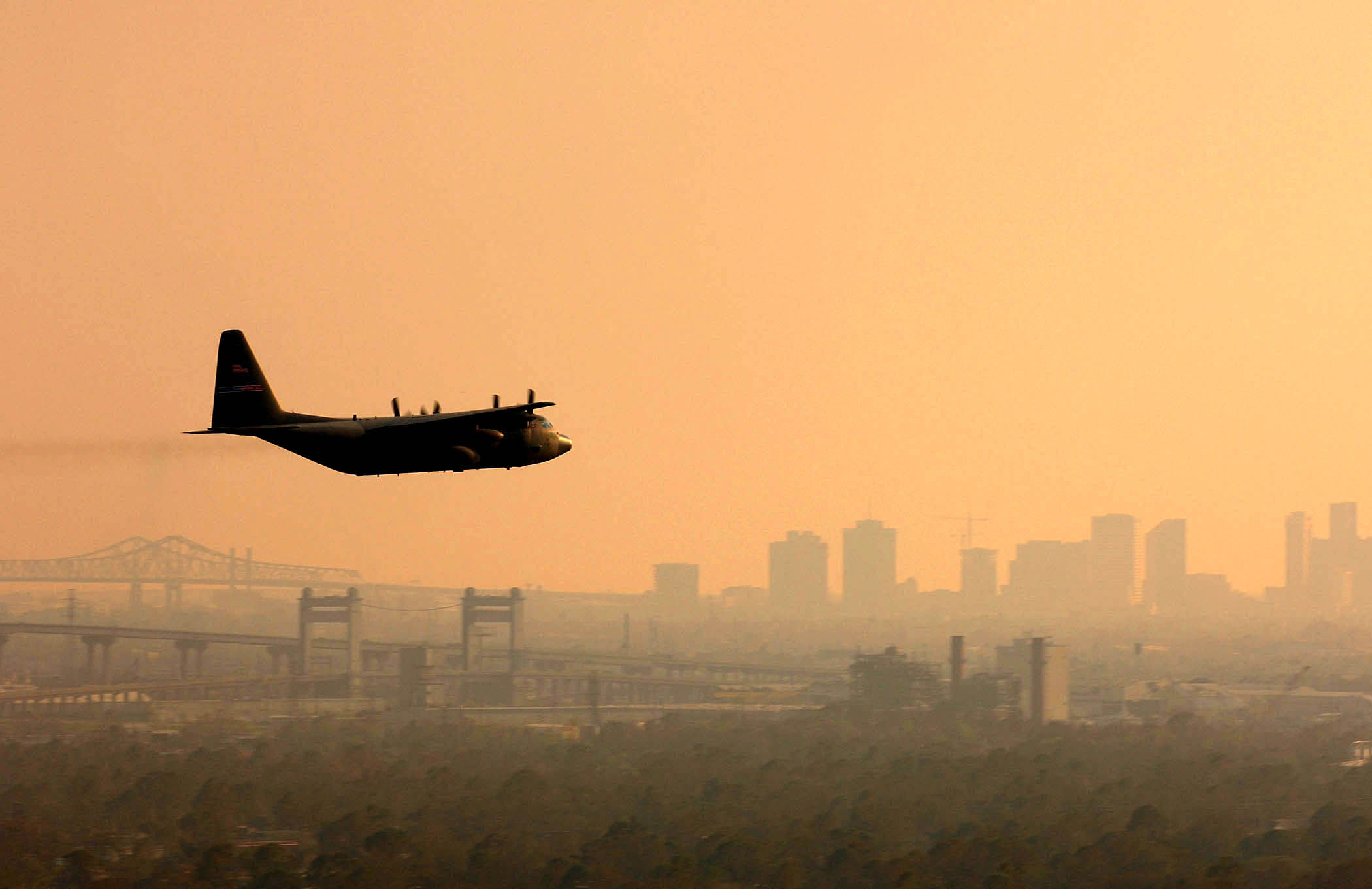
Aplicación aérea de pesticidas contra mosquitos sobre una ciudad

Los pesticidas pueden contribuir a la contaminación del aire. La deriva de pesticidas ocurre cuando los pesticidas se suspenden en el aire a medida que las partículas son transportadas por el viento a otras áreas que potencialmente pueden ser contaminadas. Los pesticidas que se aplican a los cultivos pueden volatilizarse y pueden ser arrastrados por los vientos hacia áreas cercanas. Esto puede poner en riesgo la vida silvestre circundante. Las condiciones climáticas en el momento de la aplicación, así como la temperatura y la humedad relativa, cambian la propagación del pesticida en el aire. A medida que aumenta la velocidad del viento, también aumenta la deriva y la exposición. La baja humedad relativa y la alta temperatura dan como resultado una mayor evaporación por pulverización. Por lo tanto, la cantidad de pesticidas inhalables en el ambiente al aire libre a menudo depende de la temporada. Además, las gotas de pesticidas rociados o partículas de pesticidas aplicados como polvo pueden viajar en el viento a otras áreas, o los pesticidas pueden adherirse a las partículas que soplan en el viento, como las partículas de polvo. La pulverización en el suelo produce menos deriva de pesticidas que la aplicación aérea. Los agricultores pueden emplear una zona de amortiguación alrededor de su cultivo, que consiste en tierras vacías o plantas no cultivadas, como árboles de hoja perenne para servir como cortavientos y absorber los pesticidas, evitando la deriva hacia otras áreas. Los Países Bajos, por ejemplo, requieren la existencia de estos cortavientos por ley.
Los pesticidas que se rocían en los campos y se usan para fumigar el suelo pueden emitir químicos llamados compuestos orgánicos volátiles, que pueden reaccionar con otros químicos y formar un contaminante llamado ozono troposférico. El uso de pesticidas representa aproximadamente el 6 por ciento de los niveles totales de ozono troposférico.

## Agua

Diagrama de la deriva de pesticidas.

En los Estados Unidos, se encontró que los pesticidas contaminan cada corriente y más del 90% de los pozos muestreados en un estudio realizado por el Servicio Geológico de los Estados Unidos. También se han encontrado residuos de pesticidas en la lluvia y las aguas subterráneas. Los estudios realizados por el gobierno del Reino Unido mostraron que las concentraciones de pesticidas excedían las permitidas para el agua potable en algunas muestras de agua de río y subterránea.
En 2018 la Comisión Administradora del Río Uruguay (CARU) realizó una serie de estudios sobre el Río Uruguay para determinar el nivel de contaminación del río. Los estudios encontraron que el río presentaba "valores superiores a los límites establecidos de concentración" en trece parámetros, incluyendo excrementos, metales y plaguicidas. En particular, se encontraron concentraciones de plaguicidas que superan los niveles de toxicidad aguda y crónica, lo que representa un riesgo para el ecosistema del Río Uruguay. Este fenómeno de contaminación del río se produce por la escorrentía, la aplicación aérea y la deriva de pesticidas.
Los impactos de pesticidas en los sistemas acuáticos a menudo se estudian utilizando un modelo de transporte hidrológico para estudiar el movimiento y el destino de los productos químicos en ríos y arroyos. Ya en la década de 1970, se realizó un análisis cuantitativo de la escorrentía de pesticidas para predecir las cantidades de pesticidas que llegarían a las aguas superficiales.
Hay cuatro rutas principales a través de las cuales los pesticidas alcanzar el agua: se puede desviarse fuera del área destinada cuando se pulveriza, puede filtrarse, o de lixiviación a través del suelo, se puede llevar al agua como escorrentía, o pueden ser derramados, por ejemplo accidentalmente o por negligencia. También pueden ser transportados al agua erosionando el suelo. Los factores que afectan la capacidad de un pesticida para contaminar el agua incluyen su solubilidad en agua, la distancia desde un sitio de aplicación a un cuerpo de agua, el clima, el tipo de suelo, la presencia de un cultivo en crecimiento y el método utilizado para aplicar el químico.

### Regulaciones de los Estados Unidos
En los Estados Unidos, la Agencia de Protección Ambiental (APA) establece los límites máximos de las concentraciones permitidas de pesticidas individuales en el agua potable para los sistemas públicos de agua, aunque no existen estándares federales para pozos privados. Las normas ambientales de calidad del agua para las concentraciones de pesticidas en los cuerpos de agua son desarrolladas principalmente por agencias ambientales estatales, con supervisión de la APA. Estas normas pueden emitirse para cuerpos de agua individuales o pueden aplicarse en todo el estado.

### Regulaciones del Reino Unido
El Reino Unido establece los Estándares de Calidad Ambiental (ECA), o las concentraciones máximas permitidas de algunos pesticidas en cuerpos de agua por encima de los cuales puede ocurrir toxicidad.

### Regulaciones de la Unión Europea
La Unión Europea también regula las concentraciones máximas de pesticidas en el agua.

## Suelo
El uso extensivo de pesticidas en la producción agrícola puede degradar y dañar la comunidad de microorganismos que viven en el suelo, particularmente cuando estos productos químicos se usan en exceso o se usan incorrectamente a medida que los compuestos químicos se acumulan en el suelo. El impacto total de los pesticidas en los microorganismos del suelo aún no se comprende completamente. Muchos estudios han encontrado efectos nocivos de los pesticidas en los microorganismos del suelo y los procesos bioquímicos, mientras que otros han encontrado que los residuos de algunos pesticidas pueden ser degradados y asimilados por los microorganismos. El efecto de los pesticidas en los microorganismos del suelo se ve afectado por la persistencia, concentración y toxicidad del pesticida aplicado, además de varios factores ambientales. Esta compleja interacción de factores hace que sea difícil sacar conclusiones definitivas sobre la interacción de los pesticidas con el ecosistema del suelo. En general, la aplicación de pesticidas a largo plazo puede alterar los procesos bioquímicos del ciclo de nutrientes.
Muchos de los productos químicos utilizados en los pesticidas son contaminantes persistentes del suelo, cuyo impacto puede durar décadas y afectar negativamente la conservación del suelo.
El uso de pesticidas disminuye la biodiversidad general en el suelo. No usar los productos químicos resulta en una mayor calidad del suelo, con el efecto adicional de que más materia orgánica en el suelo permite una mayor retención de agua. Esto ayuda a aumentar los rendimientos de las granjas en años de sequía, cuando las granjas orgánicas han tenido rendimientos 20-40% más altos que sus contrapartes convencionales. Un contenido más pequeño de materia orgánica en el suelo aumenta la cantidad de pesticida que abandonará el área de aplicación, porque la materia orgánica se une y ayuda a descomponer los pesticidas.
La degradación y la sorción son factores que influyen en la persistencia de los pesticidas en el suelo. Dependiendo de la naturaleza química del pesticida, tales procesos controlan directamente el transporte del suelo al agua y, a su vez, al aire y nuestra comida. Descomponer las sustancias orgánicas, la degradación, implica interacciones entre microorganismos en el suelo. La sorción afecta la bioacumulación de pesticidas que dependen de la materia orgánica en el suelo. Se ha demostrado que los ácidos orgánicos débiles son sorbidos débilmente por el suelo, debido al pH y a la estructura principalmente ácida. Se ha demostrado que los productos químicos sorbidos son menos accesibles a los microorganismos. Los mecanismos de envejecimiento son poco conocidos, pero a medida que aumentan los tiempos de residencia en el suelo, los residuos de pesticidas se vuelven más resistentes a la degradación y extracción a medida que pierden actividad biológica.

## Desechos
Los pesticidas además vienen en diferentes tipos de envases, incluyendo bidones y envases de plástico. El Ministerio de Agricultura, Ganadería y Pesca de Argentina calcula que cada año se generan en Argentina aproximadamente 17.000 toneladas de plástico (equivalente a 20 millones de envases) que no son desechados correctamente. Muchos de estos envases son reutilizados, almacenados en depósitos inadecuados, o quemados. En Argentina, la ley 27.279 establece una serie de presupuestos mínimos para el desecho apropiado de envases plásticos que contienen pesticidas.

## Efectos sobre las plantas

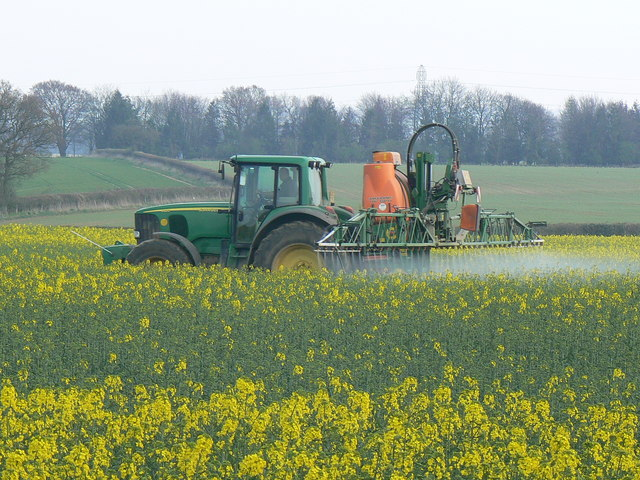
Fumigación de cultivos

La fijación de nitrógeno, que se requiere para el crecimiento de las plantas superiores, se ve obstaculizada por los pesticidas en el suelo. Se ha demostrado que los insecticidas DDT, metil paratión y especialmente el pentaclorofenol interfieren con la señalización química de las legumbres y el rizobio. La reducción de esta señalización química simbiótica da como resultado una fijación de nitrógeno reducida y, por lo tanto, un rendimiento reducido de los cultivos. La formación de nódulos de raíz en estas plantas ahorra a la economía mundial USD10 mil millones en fertilizantes de nitrógeno sintético cada año.
Los pesticidas pueden matar a las abejas y están fuertemente implicados en la disminución de los polinizadores, la pérdida de especies que polinizan las plantas, incluso a través del mecanismo del trastorno del colapso de colonias, en el que las abejas obreras de una colmena o colonia de abejas desaparecen abruptamente. La aplicación de pesticidas a los cultivos en flor puede matar a las abejas melíferas, que actúan como polinizadores. El Departamento de Agricultura de los Estados Unidos y el Servicio de Pesca y Vida Silvestre de los Estados Unidos estiman que los agricultores estadounidenses pierden al menos USD200 millones al año por la reducción de la polinización de los cultivos porque los pesticidas aplicados a los campos eliminan aproximadamente una quinta parte de las colonias de abejas en los Estados Unidos y dañan un 15% adicional.
Por otro lado, los pesticidas tienen algún efecto nocivo directo en la planta, incluido el desarrollo deficiente del vello radicular, el amarillamiento de los brotes y el crecimiento reducido de la planta.

## Efectos sobre los animales
Los pesticidas perjudican a muchos tipos de animales.
Los animales, incluidos los humanos, pueden ser envenenados por residuos de pesticidas que permanecen en los alimentos, por ejemplo, cuando los animales salvajes ingresan a campos rociados o áreas cercanas poco después de haber sido rociadas.

Índice del número de aves de tierras de cultivo comunes en la Unión Europea y países europeos seleccionados, base igual a 100 en 1990.
Suecia
Países Bajos
Francia
Reino Unido
Unión Europea
Alemania
Suiza

Los pesticidas pueden eliminar las fuentes de alimentos esenciales de algunos animales, haciendo que los animales se reubiquen, cambien su dieta o mueran de hambre. Los residuos pueden viajar por la cadena alimentaria. Por ejemplo, las aves pueden sufrir daños cuando comen insectos y gusanos que han consumido pesticidas. Las lombrices de tierra digieren la materia orgánica y aumentan el contenido de nutrientes en la capa superior del suelo. Protegen la salud humana al ingerir la basura en descomposición y al servir como bioindicadores de la actividad del suelo. Los pesticidas han tenido efectos nocivos sobre el crecimiento y la reproducción de las lombrices de tierra. Algunos pesticidas pueden bioacumularse o acumularse a niveles tóxicos en los cuerpos de organismos que los consumen con el tiempo, un fenómeno que afecta especialmente a las especies que se encuentran en la parte superior de la cadena alimentaria.

### Aves
El Servicio de Pesca y Vida Silvestre de los Estados Unidos estima que los pesticidas matan a 72 millones de aves cada año. Las águilas calvas son ejemplos comunes de organismos no objetivo que se ven afectados por el uso de pesticidas. El libro de Rachel Carson, Primavera silenciosa, trató el daño a las especies de aves debido a la bioacumulación de pesticidas. Hay evidencia de que las aves continúan siendo dañadas por el uso de pesticidas. En las tierras de cultivo del Reino Unido, las poblaciones de diez especies de aves diferentes disminuyeron en 10 millones de reproductores entre 1979 y 1999, supuestamente por la pérdida de especies de plantas e invertebrados de las que se alimentan las aves. En toda Europa, 116 especies de aves fueron amenazadas a partir de 1999. Se ha encontrado que las reducciones en las poblaciones de aves están asociadas con tiempos y áreas en las que se usan pesticidas. El adelgazamiento de la cáscara de huevo inducida por DDT ha afectado especialmente a las poblaciones de aves europeas y norteamericanas. De 1990 a 2014, el número de aves de tierras agrícolas comunes disminuyó en toda la Unión Europea y en Francia, Bélgica y Suecia; en Alemania, que depende más de la agricultura ecológica y menos de los pesticidas, el descenso ha sido más lento; en Suiza, que no depende mucho de la agricultura intensiva, después de una disminución a principios de la década de 2000, el nivel ha vuelto al de 1990. En otro ejemplo, algunos tipos de fungicidas utilizados en el cultivo de maní son solo ligeramente tóxicos para las aves y los mamíferos, pero pueden matar las lombrices de tierra, lo que a su vez puede reducir las poblaciones de aves y mamíferos que se alimentan de ellos.
Algunos pesticidas vienen en forma granular. La vida silvestre puede comer los gránulos, confundiéndolos con granos de comida. Unos pocos gránulos de un pesticida pueden ser suficientes para matar a un pájaro pequeño.
El herbicida paraquat, cuando se rocía sobre los huevos de las aves, causa anomalías en el crecimiento de los embriones y reduce la cantidad de crías que eclosionan con éxito. Los herbicidas pueden poner en peligro las poblaciones de aves al reducir su hábitat.

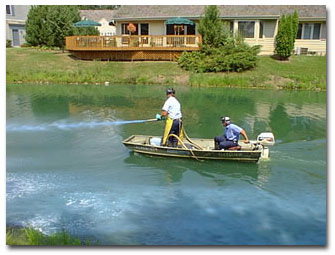
Aplicación de un herbicida acuático.

### Vida acuática
Los peces y otras biotas acuáticas pueden verse perjudicados por el agua contaminada con pesticidas. La escorrentía de la superficie de los pesticidas en ríos y arroyos puede ser muy letal para la vida acuática, a veces matando a todos los peces en un arroyo en particular.
La aplicación de herbicidas en cuerpos de agua puede causar la muerte masiva de peces cuando las plantas muertas se descomponen y consumen el oxígeno del agua, asfixiando a los peces. Los herbicidas como el sulfato de cobre que se aplican al agua para matar plantas son tóxicos para los peces y otros animales acuáticos en concentraciones similares a las utilizadas para matar las plantas. La exposición repetida a dosis subletales de algunos pesticidas puede causar cambios fisiológicos y de comportamiento que reducen las poblaciones de peces, como el abandono de nidos y crías, disminución de la inmunidad a las enfermedades y disminución de la capacidad para evitar depredadores.
La aplicación de herbicidas a cuerpos de agua puede matar las plantas de las cuales dependen los peces para su hábitat.
Los pesticidas pueden acumularse en cuerpos de agua a niveles que matan el zooplancton, la principal fuente de alimento para los peces jóvenes. Los pesticidas también pueden matar insectos de los que se alimentan algunos peces, lo que hace que los peces viajen más lejos en busca de alimento y queden expuestos a un mayor riesgo de encontrarse con depredadores.
Cuanto más rápido se descompone un pesticida en el medio ambiente, menos amenaza representa para la vida acuática. Los insecticidas son típicamente más tóxicos para la vida acuática que los herbicidas y fungicidas.

### Anfibios y reptiles
En las últimas décadas, las poblaciones de anfibios han disminuido en todo el mundo, por razones inexplicables que se cree que son variadas pero de las cuales los pesticidas pueden ser parte.
Las mezclas de pesticidas parecen tener un efecto tóxico acumulativo en las ranas. Los renacuajos de los estanques que contienen múltiples pesticidas tardan más en metamorfosearse y son más pequeños cuando lo hacen, lo que disminuye su capacidad de atrapar presas y evitar a los depredadores. La exposición de los renacuajos al endosulfán organoclorado a niveles que probablemente se encuentren en hábitats cerca de campos rociados con el químico mata a los renacuajos y causa anormalidades de comportamiento y crecimiento.
El herbicida atrazina puede convertir a las ranas machos en hermafroditas, disminuyendo su capacidad de reproducción. Se han reportado efectos reproductivos y no reproductivos en reptiles acuáticos y anfibios. Los cocodrilos, muchas especies de tortugas y algunos lagartos carecen de cromosomas de sexo diferente hasta después de la fertilización durante la organogénesis, dependiendo de la temperatura. La exposición embrionaria en las tortugas a varios PCB causa una reversión sexual. En los Estados Unidos y Canadá se han informado trastornos como la disminución del éxito de la eclosión, la feminización, las lesiones cutáneas y otras anomalías del desarrollo.

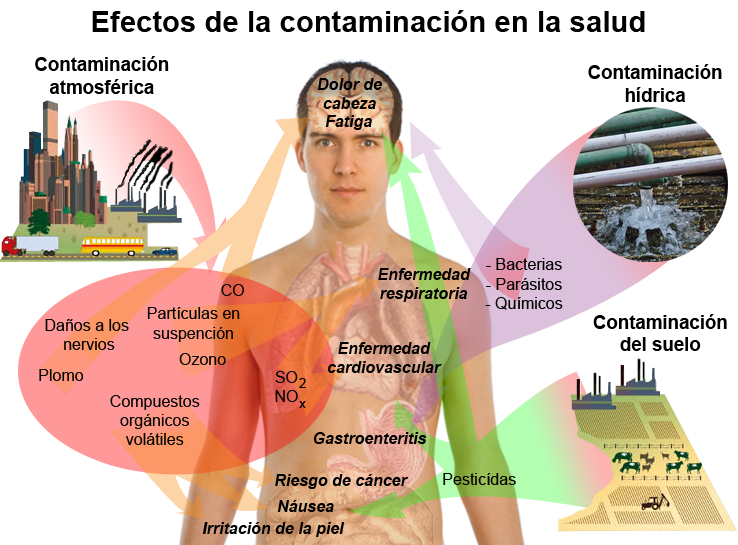
Los pesticidas están implicados en una variedad de impactos en la salud humana debido a la contaminación.

### Impactos sobre los humanos
Los pesticidas pueden ingresar al cuerpo a través de la inhalación de aerosoles, polvo y vapor de los pesticidas; a través de la exposición oral al consumir alimentos o agua con restos de pesticidas, y a través de la exposición de la piel por contacto directo. Los pesticidas que se depositan en los suelos y el agua subterránea que pueden terminar en agua potable, y la pulverización de pesticidas puede derivar y contaminar el aire.
Los efectos de los pesticidas en la salud humana dependen de la toxicidad del químico y de la duración y magnitud de la exposición. Los trabajadores agrícolas y sus familias experimentan la mayor exposición a los pesticidas agrícolas a través del contacto directo. Todo ser humano contiene pesticidas en sus células grasas.
Los niños son más susceptibles y sensibles a los pesticidas, porque todavía se están desarrollando y tienen un sistema inmunológico más débil que los adultos. Los niños pueden estar más expuestos debido a su proximidad más cercana al suelo y a la tendencia a llevarse a la boca objetos desconocidos. El contacto mano a boca depende de la edad del niño, al igual que la exposición al plomo. Los niños menores de seis meses son más propensos a experimentar exposición a los pesticidas a través de la leche materna e inhalación de partículas pequeñas. Los pesticidas rastreados en el hogar por miembros de la familia aumentan el riesgo de exposición. Los residuos tóxicos en los alimentos pueden contribuir a la exposición de un niño. Los químicos pueden bioacumularse en el cuerpo con el tiempo.
Los efectos de la exposición pueden variar desde irritación cutánea leve hasta defectos congénitos, tumores, cambios genéticos, trastornos sanguíneos y nerviosos, trastornos endocrinos, coma o muerte. Los efectos sobre el desarrollo se han asociado con los pesticidas. Los aumentos recientes en los cánceres infantiles en toda América del Norte, como la leucemia, pueden ser el resultado de mutaciones de células somáticas. Los insecticidas destinados a perturbar a los insectos pueden tener efectos nocivos en el sistema nervioso de los mamíferos. Se han observado alteraciones crónicas y agudas en las exposiciones. El DDT y su producto de descomposición DDE alteran la actividad estrogénica y posiblemente producen cáncer de mama. La exposición fetal al DDT reduce el tamaño del pene masculino en animales y puede producir testículos no descendidos. Los pesticidas pueden afectar a los fetos en las primeras etapas de desarrollo, en el útero e incluso si un padre estuvo expuesto antes de la concepción. La interrupción reproductiva tiene el potencial de ocurrir por reactividad química y por cambios estructurales.

## Contaminantes orgánicos persistentes
Los contaminantes orgánicos persistentes (COP) son compuestos que resisten la degradación y, por lo tanto, permanecen en el medio ambiente durante años. Algunos pesticidas, como aldrin, clordano, DDT, dieldrin, endrin, heptacloro, hexaclorobenceno, mirex y toxafeno, se consideran COP. Algunos COP tienen la capacidad de volatilizarse y viajar grandes distancias a través de la atmósfera para depositarse en regiones remotas. Dichos productos químicos pueden tener la capacidad de bioacumularse, y también de biomagnificarse, es decir, concentrarse más, hasta 70,000 veces sus concentraciones originales. Los COP pueden afectar a organismos no objetivo en el medio ambiente y aumentar el riesgo para los humanos por la interrupción de los sistemas endocrino, reproductivo y respiratorio.

## Resistencia de las plagas
Las plagas pueden evolucionar para volverse resistentes a los pesticidas. Inicialmente, muchas plagas serán muy susceptibles a los pesticidas, pero después de las mutaciones en su composición genética se vuelven resistentes y sobreviven para reproducirse.
La resistencia se maneja comúnmente a través de la rotación de pesticidas, lo que implica alternar entre las clases de pesticidas con diferentes modos de acción para retrasar la aparición o mitigar la resistencia existente a las plagas.

## Rebote de plagas y brotes secundarios de plagas
Los organismos no objetivo también pueden verse afectados por los pesticidas. En algunos casos, un insecto plaga controlado por un depredador o parásito beneficioso puede florecer si una aplicación de insecticida mata tanto a las plagas como a las poblaciones beneficiosas. Un estudio que comparó el control biológico de plagas y el insecticida piretroide para las polillas de espalda diamante, una plaga importante de insectos de la familia del repollo, mostró que la población de plagas se recuperó debido a la pérdida de depredadores de insectos, mientras que el biocontrol no mostró el mismo efecto. Del mismo modo, los pesticidas rociados para controlar los mosquitos pueden deprimir temporalmente las poblaciones de mosquitos, a la larga pueden dar como resultado una población más grande al dañar los controles naturales. Este fenómeno, en el que la población de una especie de plaga se recupera en un número igual o mayor que antes del uso de pesticidas, se llama resurgimiento de plagas y puede vincularse a la eliminación de sus depredadores y otros enemigos naturales.
La pérdida de especies de depredadores también puede conducir a un fenómeno relacionado llamado brotes de plagas secundarias, un aumento de los problemas de especies que originalmente no eran un problema debido a la pérdida de sus depredadores o parásitos. Se estima que un tercio de los 300 insectos más dañinos en los Estados Unidos eran originalmente plagas secundarias y solo se convirtieron en un problema importante después del uso de pesticidas. Tanto en el resurgimiento de plagas como en los brotes secundarios, sus enemigos naturales fueron más susceptibles a los pesticidas que las plagas mismas, en algunos casos causando que la población de plagas sea más alta de lo que era antes del uso de pesticidas.

## Eliminación de los pesticidas
Hay muchas alternativas disponibles para reducir los efectos que los pesticidas tienen en el medio ambiente. Las alternativas incluyen la extracción manual, la aplicación de calor, la cobertura de malezas con plástico, la colocación de trampas y señuelos, la eliminación de sitios de reproducción de plagas, el mantenimiento de suelos sanos que reproducen plantas sanas y más resistentes, el cultivo de especies nativas que son naturalmente más resistentes a las plagas nativas y los agentes de control biológico como pájaros y otros depredadores de plagas. En los Estados Unidos, el uso de pesticidas convencionales alcanzó su punto máximo en 1979, y en 2007, se había reducido en un 25 por ciento desde el nivel máximo de 1979, mientras que la producción agrícola de los Estados Unidos aumentó en un 43 por ciento durante el mismo período.
Los controles biológicos, como las variedades de plantas resistentes y el uso de feromonas, han tenido éxito y, en ocasiones, resuelven permanentemente un problema de plagas. El manejo integrado de plagas (MIP) emplea el uso de químicos solo cuando otras alternativas son ineficaces. El manejo integrado de plagas causa menos daño a los humanos y al medio ambiente. El enfoque es más amplio que en una plaga específica, considerando una gama de alternativas de control de plagas. La biotecnología también puede ser una forma innovadora de controlar las plagas. Las cepas pueden modificarse genéticamente (GM) para aumentar su resistencia a las plagas. Se pueden usar las mismas técnicas para aumentar la resistencia a los pesticidas y Monsanto la empleó para crear cepas de cultivos principales resistentes al glifosato. En los Estados Unidos en 2010, el 70% de todo el maíz que se plantó era resistente al glifosato; 78% de algodón y 93% de toda la soya.